# Blutlinie

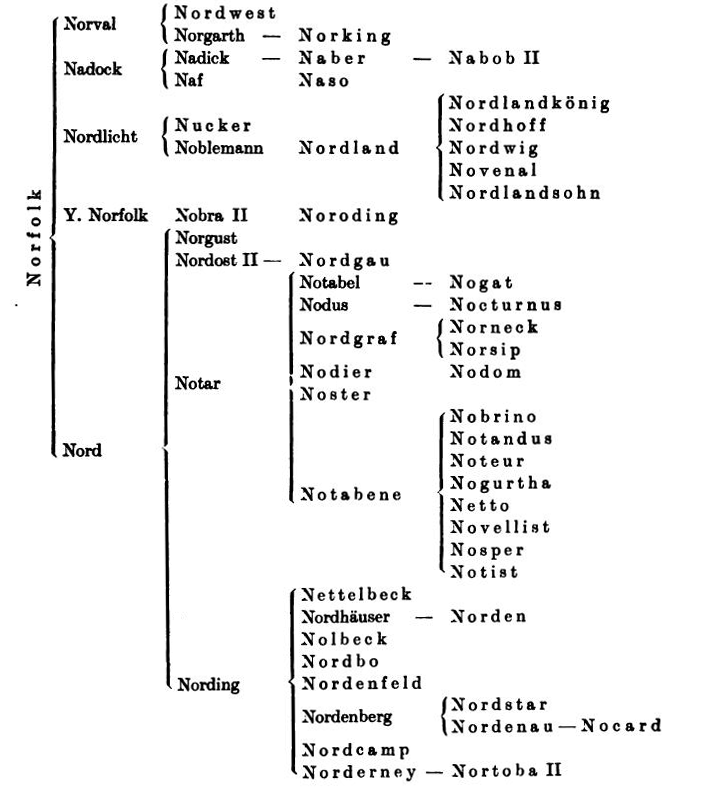
Blutlinientafel des Hannoveranerhengstes Norfolk (G. Pusch)

Unter einer Blutlinie werden in der Tierzucht diejenigen Nachkommen zusammengefasst, die in direkter Linie auf einen Stammvater oder eine Stammmutter zurückgehen. Je nachdem, ob die Blutlinie über männliche oder weibliche Tiere definiert ist, ist es eine männliche oder eine weibliche Blutlinie.
Zur Darstellung von Blutlinien wurden Blutlinientafeln (englisch Reverse pedigrees) verwendet. Diese sind den Ahnentafeln ähnlich, verwenden jedoch genau die umgekehrte Darstellung: Es werden nicht ausgehend von einem Tier die Ahnen (Vorfahren) dargestellt, sondern ausgehend vom Stammtier die Nachkommen.
Die Bezeichnung wird in der wissenschaftlichen Genetik nicht mehr verwendet, stattdessen Abstammungslinie.